# Maprounea obtusata
Maprounea obtusata là một loài thực vật có hoa trong họ Đại kích. Loài này được (Müll. Arg.) Esser mô tả khoa học đầu tiên.